# مدرسه در آتش
مدرسه در آتش (به زبان انگلیسی: School on Fire ) یک فیلم سینمایی اکشن محصول سال ۱۹۸۸ هنگ کنگ به کارگردانی رینگو لام می باشد. 

## بازیگران
فنی یوئن کیت-یینگ در نقش چو یوون فونگ 
سارا لی لایت یو در نقش سندی کووک سیو چون 
دیمین لائو در نقش وان 
لام چینگ یینگ در نقش برادر هوی 
روی چوانگ
ترنس فوک شوی-وا در نقش هوارد / "سکار" 
جو چو کای سینگ در نقش لاو یونگ / "سپی پی" 
ویلیام هو کا-کوی در نقش "فرد خوشحال" 
ویکتور هون 
تامی وانگ کونگ-لئونگ در نقش چوئن نگور 
چان لاپ بن در نقش مادربزرگ سندی 
لی کوانگ تایم به عنوان پدر سندی 
چونگ لویی به عنوان برادر شینگ 
فرانکی نجی چی-هونگ به عنوان برادر تین چو 
ریکی هو پوی-تونگ به عنوان جورج چو